# Прапор Березного
Прапор Бере́зного — офіційний символ міста Березне. Затверджений 7 серпня 1998 року сесією Березнівської міської ради.

## Опис
На квадратному жовтому полотнищі синій андріївський хрест (ширина рамена становить 1/7 ширини прапора), у верхньому та нижньому полях по зеленому березовому листку, обабіч — по червоній рогатці.

## Автори
Автори — А. Б. Гречило та Ю. П. Терлецький.